# Heinrich Matthes
Heinrich Arthur Matthes (ur. 11 stycznia 1902 w Wermsdorf, miejsce i data śmierci nieznane) – niemiecki pielęgniarz, SS-Scharführer, uczestnik akcji T4, członek personelu obozów zagłady w Treblince i Sobiborze. W Treblince pełnił funkcję kierownika „górnego obozu”, w którym znajdowały się komory gazowe i masowe groby. W pierwszym procesie załogi Treblinki został skazany na karę dożywotniego pozbawienia wolności.

## Życiorys
Urodził się w Wermsdorf w północnej Saksonii. Po ukończeniu szkoły podstawowej pracował jako krawiec. W 1924 roku odbył kurs na pielęgniarza psychiatrycznego i wychowawcę. Egzamin końcowy zdał w szpitalu psychiatrycznym na Zamku Sonnenstein nieopodal Pirny. Pracował następnie w szpitalach psychiatrycznych w Arnsdorf (1924–1930), Bräunsdorf (1930–1933), a od 1933 roku ponownie w Arnsdorf. W 1934 roku wstąpił w szeregi SA. Trzy lata później został członkiem NSDAP.
Po wybuchu II wojny światowej został powołany do Wehrmachtu. Walczył w Polsce i we Francji, awansując do stopnia starszego kaprala. We wrześniu 1941 roku został zdemobilizowany, po czym otrzymał przydział do Kancelarii Führera. W gestii tej instytucji znajdowała się w tym czasie eksterminacja osób chorych psychicznie i niepełnosprawnych umysłowo, prowadzona pod kryptonimem akcja T4. Matthes przez krótki czas pracował w sekcji fotograficznej T4. Zimą 1941/42 w mundurze Organizacji Todt służył na froncie wschodnim (okolice Mińska i Smoleńska). Oficjalnie jego zadaniem była ewakuacja rannych żołnierzy do szpitali tyłowych. W lutym lub marcu 1942 roku powrócił do pracy w sekcji fotograficznej akcji T4.
Podobnie jak wielu innych wykonawców akcji T4 został przeniesiony do okupowanej Polski, aby wziąć udział w eksterminacji Żydów. W związku z przydziałem do personelu akcji „Reinhardt” przyznano mu także stopień SS-Scharführera. 20 sierpnia 1942 roku wraz z siedmioma kolegami z T4 przybył do obozu zagłady w Treblince. Niedługo później inspektor obozów zagłady, Christian Wirth, powierzył mu stanowisko kierownika „górnego obozu”, zwanego również „obozem umarłych” (niem. Totenlager, jid.Tojtlager). Była to strefa zagłady, w której znajdowały się komory gazowe, masowe groby, a od wiosny 1943 roku także ruszty spaleniskowe. Świadkowie zeznawali, że będąc kierownikiem Totenlagru Matthes skrupulatnie nadzorował proces gazowania setek tysięcy ofiar i usuwania ich zwłok. Okrutnie traktował także żydowskich więźniów pracujących w „górnym obozie”.
We wrześniu 1943 roku, w związku z rozpoczęciem likwidacji obozu, został przeniesiony do ośrodka zagłady w Sobiborze. Niedługo później obóz ten również został zlikwidowany. Matthes na krótko powrócił do Berlina, po czym – podobnie jak większość weteranów akcji „Reinhardt” – został przeniesiony na wybrzeże Adriatyku. Uczestniczył w walkach z partyzantką i budowie umocnień. W 1945 roku dostał się do amerykańskiej niewoli. Jeszcze w tym samym roku został zwolniony z obozu jenieckiego.
Po wojnie zamieszkał w Norymberdze, gdzie początkowo pracował jako posługacz w szpitalu i robotnik przy odgruzowywaniu miasta. Z czasem powrócił do zawodu pielęgniarza. Pracował w szpitalach psychiatrycznych w Ansbach, Bayreuth i Andernach. 
W 1959 roku Centrala Badania Zbrodni Narodowosocjalistycznych w Ludwigsburgu wszczęła śledztwo w sprawie zbrodni popełnionych w Treblince, w którym Matthes był jednym z pierwszych podejrzanych. W marcu 1962 roku został tymczasowo aresztowany. Akt oskarżenia przeciwko niemu i trzynastu innym esesmanom wniesiono formalnie 29 stycznia 1963 roku. Był sądzony w pierwszym procesie załogi Treblinki, który toczył się w Düsseldorfie w latach 1964–1965. Prokuratura postawiła mu zarzut morderstwa i zażądała dla niego kary dożywotniego pozbawienia wolności. Wyrokiem z 3 września 1965 roku został uznany winnym zamordowania 8 osób oraz współudziału w zbiorowym mordzie na 100 tys. osób. Skazano go na karę dożywotniego więzienia.